# 德峰站
德峰站（朝鲜语：덕봉역；）曾为朝鲜铁路多狮岛线上的一个车站，位于平安北道龙川郡，废止时间不明。

## 历史
- 1939年10月31日：开始使用[1]。